# Сардаров, Буниат Мадат оглы
Буниат Мадат оглы Сардаров (наст. Ибрагимов, азерб. Bünyad Mədət oğlu Sərdarov ; 1889 — апрель 1919) — азербайджанский революционер-большевик, активный участник за установление Советской власти в Азербайджан, уполномоченный Народного комиссариата по внутренним делам, член Гуммет.

## Биография

### Ранние годы
Буниат Ибрагимов родился в 1889 году в селении Каргабазар Джебраильского уезда в бедной крестьянской семье и являлся старшим из пятерых детей. Его мать — Хырда Гейдар кызы была родом из селения Коч Ахмедли того же уезда. Прадед по отцовской линии — Сардар, по имени которого он впоследствии возьмёт себе фамилию Сардаров, являлся выходцем из Персии и во время русско-персидской войны остался на российской стороне, обосновавшись в селении Каргабазар.
В восемь лет он остался без отца. Несмотря на тяжёлую ситуацию, в которой оказалась семья, один кулак, которому отец задолжал 300 рублей, потребовал от них уплаты долга. Матери пришлось распродать всё, что имелось в доме, но полученной суммы не хватало для того, чтобы расплатиться с долгом. В связи с этим Буниату пришлось, кроме работы батраком, устроиться также ночным сторожем в сельскую школу. По вечерам он учился грамоте, а позже вместе с двоюродным братом Ханларом Сафаралиевым был принят в первый класс каргабазарской русско-татарской школы, затем два года учился в школе в Шуше.
В 1903 году, в возрасте четырнадцати лет, Буниат Ибрагимов отправился с односельчанами в Баку. В течение шести месяцев он не мог найти работу в городе и лишь с большим трудом товарищи устроили его вначале чернорабочим, а позже телефонистом в Биби-Эйбатском нефтяном обществе.

### В рядах РКП(б)

Мемориальная доска на стене дома на улице Муртуза Мухтарова в Баку, где в 1918 году жил Буниат Сардаров

В 1906 году он вступил в РКП(б). В 1908 и 1912 гг. вёл революционную работу среди крестьян Карягинского уезда. Был избран в 1917 году в Бакинский совет рабочими Балахано-Сабунчинского района. После мартовских событий в Баку являлся заместителем комиссара по охране мусульманской части города; 9 мая был назначен уполномоченным Народного комиссариата по внутренним делам; вместе с Мешади Азизбековым и Мовсумом Исрафилбековым возглавлял также «Иногороднюю комиссию» при Бакинском Совете.

### Гибель
Весной 1918 года Буниат Сардаров получил задание установить широкую и надёжную связь астраханских большевиков с бакинскими большевиками, действовавшие в тот период в глубоком подполье. В апреле месяце под именем Ибрагима Ага оглы он с десантом сел в рыбацкую лодку и отправился из Астрахани в Баку. Однако в пути они были схвачены интервентами и все, в том числе и Сардаров, расстреляны. Н. Н. Колесникова в своих воспоминаниях писала:

Однажды тов. Киров спрашивает меня: «Вы, кажется, хорошо знаете бакинцев? Не можете ли назвать кого-нибудь из них очень верного серьёзного человека, который не дрогнет перед лицом опасности?» Я подумала и назвала Сардарова. Я знала его по Баку. Очень скромный, политически развитый, он неоднократно получал от нас ответственные поручения и хорошо их выполнял. Мы его очень ценили. Я не стала спрашивать С. М. Кирова, какое поручение предстоит выполнить Сардарову, считая, что если это нужно мне знать, он сам мне скажет. На другой день Киров зашёл ко мне и, поблагодарив за рекомендацию, сказал, что Сардаров произвёл на него очень хорошее впечатление и именно такой человек ему был нужен. А через день он зашёл ко мне грустный и взволнованный, сел и прерывающимся голосом сказал: «Сорвалось. Сардаров погиб, его выследили, окружили, должно быть долго мучили и затем мёртвого бросили в море. Но я уверен, что он унёс с собой то, что должен был передать в Баку. А мы потеряли хорошего, преданного партии человека».
А. И. Микоян также вспоминал: «Так же трагически погиб Буниат Сардаров, член партии с 1906 года. Лодка, на которой он с группой товарищей возвращался из Астрахани в Баку, была захвачена англичанами, и весь её экипаж расстрелян».